# Klaus Zwickel
Klaus Zwickel (* 31. Mai 1939 in Heilbronn) ist ein deutscher Gewerkschaftsfunktionär und ehemaliger Vorsitzender der IG Metall.

## Ausbildung
Zwickel begann 1954 eine Lehre als Werkzeugmacher und war bis 1965 bei verschiedenen Betrieben in Heilbronn tätig. Der IG Metall gehört er bereits seit 1954 an.

## Gewerkschafter
1968 wurde er Erster Bevollmächtigter der IG Metall-Verwaltungsstelle Neckarsulm. Ab 1984 leitete er die Verwaltungsstelle Stuttgart, wo er sich für die Einführung der 35-Stunden-Woche einsetzte. 1986 wechselte er unter Franz Steinkühler in die IG-Metall-Zentrale in Frankfurt. Steinkühler beabsichtigte Zwickel mit dem Bereich DV-Systeme und Automatisierung zu beschäftigen. Durch den Rückzug von Hans Janßen übernahm Zwickel jedoch die Zuständigkeit für die Tarifpolitik. 1989 folgte er auf Karl-Heinz Janzen als Zweiter Vorsitzender der IG Metall.
Nachdem Steinkühler infolge von Kritik an Aktiengeschäften im Zusammenhang mit einem Aufsichtsratsmandat zurücktreten musste, wurde Zwickel am 2. Oktober 1993 Vorsitzender der IG Metall. Seine Initiative für ein „Bündnis für Arbeit“ erregte 1995 Aufsehen, scheiterte aber schließlich.

## Mannesmann-Prozess
Zwickel war seit 1991 als Arbeitnehmervertreter Mitglied des Aufsichtsrats der Mannesmann AG. Bei der Übernahme Mannesmanns durch Vodafone genehmigte der Aufsichtsrat dem ausscheidenden Management hohe Abfindungen. Zwickel bezeichnete diese Abfindungen öffentlich als „unanständig hoch und für keinen Arbeitnehmer mehr nachvollziehbar“. Er hatte sich bei dem Beschluss über die Abfindungen der Stimme enthalten, wissend, dass ohne seine Teilnahme an der Abstimmung der Beschluss nicht zustande gekommen wäre. In Zusammenhang mit diesen Abfindungszahlungen ermittelte die Staatsanwaltschaft wegen Beihilfe zur Untreue ab 2001 gegen ihn. Im sogenannten Mannesmann-Prozess wurde er im Juli 2004 freigesprochen; der Bundesgerichtshof hob das Urteil jedoch im Dezember 2005 wieder auf. Am 29. November 2006 wurde das Verfahren gegen Zwickel gegen Zahlung von 60.000 Euro eingestellt. Er gilt damit als nicht vorbestraft.

## Rücktritt
Nach gescheiterten Streiks für die Einführung der 35-Stunden-Woche in den neuen Bundesländern trat Zwickel am 21. Juli 2003 vom Gewerkschaftsvorsitz zurück. Sein Rücktritt war der Versuch, Jürgen Peters dazu zu bewegen, auf dem Gewerkschaftstag auf eine Kandidatur zum Ersten Vorsitzenden zu verzichten.

## Politische Betätigung
Zwickel ist seit 1959 Mitglied der SPD.